# Conan I de Bretaña
Conan I (muerto el 27 de junio de 992), apodado Le Tort o el Malo, fue duque de Bretaña desde 990 hasta su muerte. Hijo de Judicael Berengario y de Gerberga, sucedió a su padre como conde de Rennes en 970. Gobernó brevemente como duque de Bretaña entre 990 y 992.

## Biografía
Asumió el título de duque de Bretaña, en la primavera del 990 después de su ataque a Nantes y la posterior muerte del conde Alano. Como duque fue regente de Bretaña durante la vida de Drogo de Bretaña y el fracturado gobierno de Bretaña tras el asesinato de Drogo por sus hermanos Hoël y Guerech. La situación en Bretaña originó una corta vacante al título de duque de Bretaña; Conan I se alió con el conde de Blois para derrotar a Judicael Berengario y poder asumir el título de duque.
En una carta fechada el 28 de julio 990, Conan I cedió las tierras de Villamée, Lillele y Passille al Monte Saint-Michel, tierras que más tarde pasaron a formar parte del señorío de Fougères.
Conan I se casó en el año 973 con Ermengarda Gerberga de Anjou, hija de Godofredo I de Anjou y de Adela de Vermandois. 
La alianza de Conan I con el conde Eudes I de Blois había ayudado a derrotar a Judicael Berengario. Sin embargo, esta alianza se volvió problemática y Conan tuvo que '«librarse de la influencia de Blois, [lo que logró firmando] un pacto con Ricardo I de Normandía, [el pacto] estableció firmes vínculos Bretones-Normandos, por primera vez». Ricardo se había casado con la hija de Hugo el Grande, y después de este matrimonio había reafirmado las reclamaciones de su padre como Señor Supremo Señor del ducado Breton. Su pacto de Conan I fortalece esa afirmación, pero la documentación histórica sobre su reclamación sigue siendo dudosa, ya que aparece únicamente en los escritos de Dudo de Saint-Quentin.
Conan murió luchando contra su cuñado Fulco Nerra, conde de Anjou en la batalla de Conquereuil el 27 de junio 992. Conan está enterrado en la abadía del Monte Saint-Michel.

## Descendencia
Con su esposa Ermengarda tuvo los siguientes hijos:
1. Godofredo (c.980-1008), el eventual heredero.
2. Judith de Bretaña (982-1017), se casó con Ricardo II de Normandía.
3. Judicael, conde de Porhoët (murió 1037).
4. Hernod.